# 普里比特基
51°17′14″N 28°26′29″E / 51.28722°N 28.44139°E
普里比特基（烏克蘭語：Прибитки），是烏克蘭北部的村莊，隸屬日托米爾州的科羅斯滕區。該村始建於1240年，面積1.66平方公里，海拔高度184米，2001年人口610，人口密度每平方公里367.25人。